# Enella Benedict

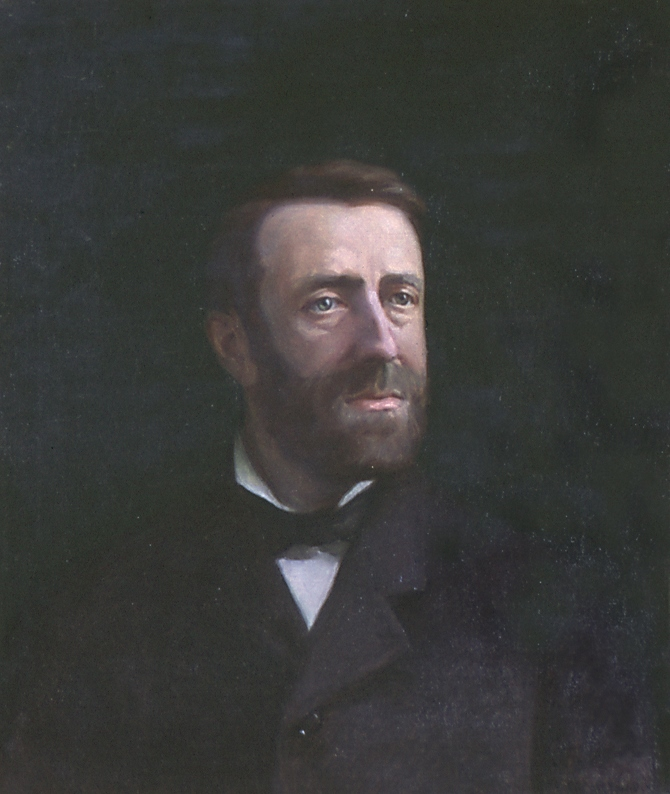
Enella Benedict: William Tomlinson Plant, 1885, Health Sciences Library, Upstate Medical University

Enella Benedict (* 21. Dezember 1858 in Lake Forest, Illinois; † 6. April 1942 in Richmond, Virginia) war eine US-amerikanische Landschaftsmalerin des Realismus. Sie lehrte am School of the Art Institute of Chicago und war Mitbegründerin und fast 50 Jahre lang Direktorin der Kunstschule im Hull House.

## Leben
Enella Benedict wurde 1858 in Lake Forest in Illinois als Tochter der Kleidungshändler Amzi Benedict und Catherine Walmath Benedict geboren. Ihr Vater Amzi Benedict war Mitglied im Stadtrat von Lake Forest sowie später auch Bürgermeister der Stadt. Sie hatte vier jüngere Geschwister, Caroline, Albert, Sydney und Kate.
Enella Benedict besuchte das Lake Forest College, wo sie Malen und Zeichnen studierte und 1877 abschloss. Anschließend studierte sie Kunst am School of the Art Institute of Chicago sowie in der Art Students League of New York. Danach reiste sie nach Paris, um weiter an der Académie Julian zu studieren.
Benedict malte vor allem Porträts mit Öl- oder Wasserfarben sowie Gemälde mit Figuren, Landschaften und urbanen Szenen. Ihr Mal- und Zeichenstil war beeinflusst vom Realismus und Impressionismus, wobei sie sowohl Dinge malte, denen sie im täglichen Leben begegnete, als auch Bewohner des Hull House und andere im Ort lebende Personen, dabei vor allem Bauern mit Landschaften oder der See im Hintergrund.
1892 gründete sie die Kunstschule im Hull House, deren Direktorin sie wurde.
Enella Benedict starb am 6. April 1942 im Alter von 83 Jahren in Richmond, Virginia.

## Galerie

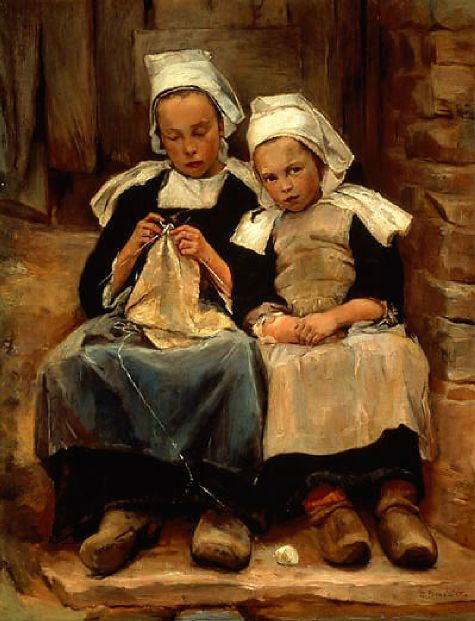
Enella Benedict: Brittany Children, 1892, ausgestellt in der World’s Columbian Exposition 1893, heute im National Museum of Women in the Arts
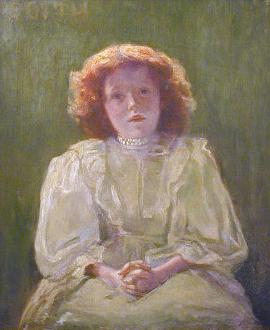
Enella Benedict: Edith, 1895, Jane Addams Hull-House Museum